# Opus Discovery

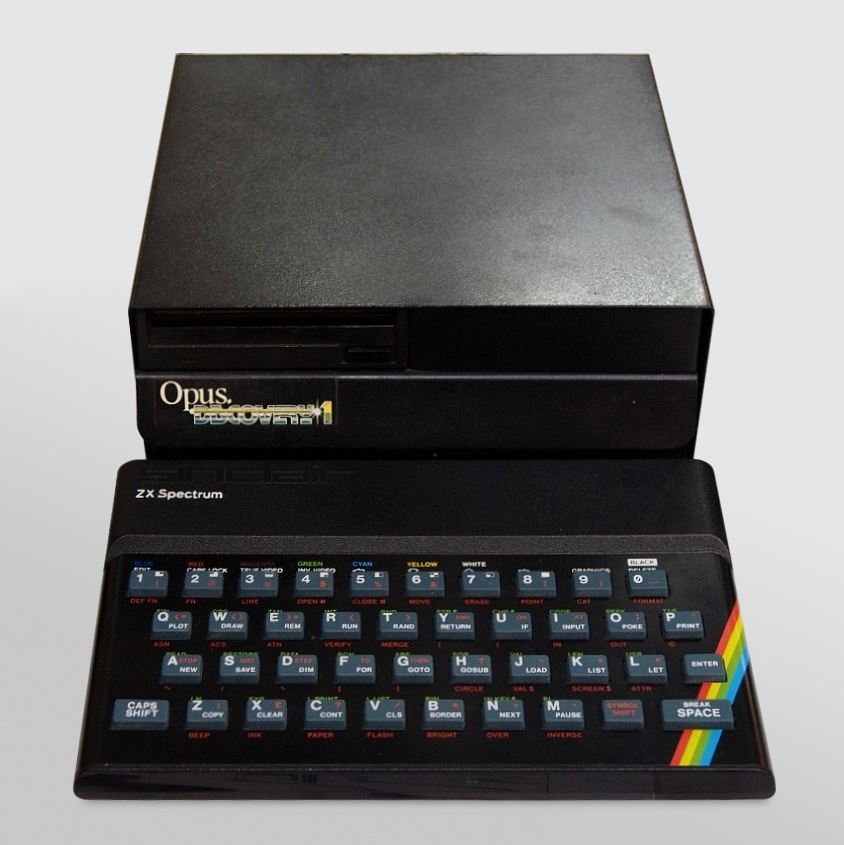
Disketový řadič Opus Discovery připojený k počítači Sinclair ZX Spectrum 48K

Opus Discovery je disketový řadič pro počítače Sinclair ZX Spectrum vyráběný britskou společností Opus Supplies Ltd. Nejedná se o samostatné zařízení připojované pomocí kabelu, ale o dokovací stanici, ke které se počítač připevní. Zařízení obsahuje disketovou jednotku, port pro Kempston joystick, paralelní port pro tiskárnu, port pro monitor a průchozí systémový konektor ZX Spectra. S Opus Discovery je kompatibilní Opus Spectra DOS Disc Interface.

## Technický popis
Zařízení existuje ve dvou verzích Discovery 1 s jednou disketovou jednotkou a Discovery 2 se dvěma disketovými jednotkami. Jednodiskový systém ke své práci potřebuje asi 300 bajtů na každý z otevřených kanálů, dvoudiskový systém obsahuje vlastní paměť RAM, takže paměť počítače nepoužívá. Horních 32 KiB paměti počítače je možné použít jako ramdisk. Kromě kanálů m, t a b, které jsou přidávány interface ZX Interface 1, Opus Discovery přidává ještě kanály j a d. K jednodiskovému systému je možné připojit druhou jednotku Discovery Plus . Poté, co se objevil počítač Sinclair ZX Spectrum 128K+, se objevila upravená verze řadiče Opus Discovery s mírně upraveným obsahem paměti ROM. Byl přidán druhý ramdisk s číslem jednotky 6, který je uložen v rozšířené paměti ZX Spectra 128K+, a byl umožněn přechod ze 48 Basicu zpět do 128 Basicu.

## Ovládání řadiče
Syntaxe příkazů vychází ze syntaxe příkazů pro ZX Interface 1, příkazy SAVE, LOAD, MERGE, VERIFY, FORMAT a ERASE je možné pro práci s disketou zadávat bez identifikátoru "m";, např. místo SAVE *"m";1;"nazev" postačuje zapsat SAVE *1;"nazev". Proti ZX Interface 1 má Opus Discovery rozšířené možnosti práci s linkami ZX Spectra a umožňuje kopírování celých disků (viz Rozšířená syntaxe Sinclair BASICu). Funkci joysticku je možné zakázat příkazem FORMAT *"j",0 a povolit příkazem FORMAT *"j",1. Pokud je příkaz ERASE použitý se syntaxí ERASE "m";1;"soubor", na rozdíl od syntaxe ERASE 1;"soubor" není zobrazeno chybové hlášení pokud soubor ke smazání neexistuje.